# Twee liederen voor kinderen en piano
Twee liederen voor kinderen en piano is een liedbundeltje gecomponeerd door de Fin Aulis Sallinen. Sallinen toonzette twee gedichten van Bo Carpelan, te weten:
- Vintern var hård (de winter was streng) – 2 minuten
- Den första snön (de eerste sneeuw) – 2 minuten

Het meest uitgevoerd is Vintern var hård, zeker toen het befaamde Kronos Quartet er een bewerking van maakte voor zangstemmen en strijkkwartet. Het album waar deze bewerking opstaat heeft de titel van het lied.

## Discografie
- Uitgave BIS Records 64: Tapiola kinderkoor o.l.v. Erkki Pohjola